# The Blue Nile
The Blue Nile fue una banda escocesa que se originó en Glasgow. The Blue Nile ganó elogios de la crítica, particularmente por sus dos primeros álbumes A Walk Across the Rooftops y Hats, y algunos éxitos comerciales tanto en el Reino Unido como en los EE. UU., lo que llevó a la banda a trabajar con una amplia gama de músicos desde finales de la década de 1980 en adelante.
La ubicación más alta en las listas de éxitos de The Blue Nile se produjo cuando "Tinseltown in the Rain" alcanzó el puesto 28 en los Países Bajos en 1984, su única canción en las listas de éxitos de Holanda. La banda ha tenido cuatro éxitos entre los 75 primeros en la lista de singles del Reino Unido, siendo el más alto "Saturday Night", que alcanzó el puesto 50 en 1991. En Estados Unidos, "The Downtown Lights" fue su única entrada en la lista, alcanzando el número 10 en la lista de canciones alternativas de Billboard.
El álbum Hats obtuvo excelentes críticas, incluso un inusual puntaje de 5/5 de parte de la revista Q.
Los miembros de la banda también se han ganado una reputación por evitar la publicidad, sus tratos idiosincrásicos con la industria discográfica, su perfeccionismo y lento ritmo de trabajo, lo que ha resultado en el lanzamiento de solo cuatro álbumes desde la formación del grupo en 1981. El grupo aparentemente se disolvió desde el lanzamiento del cuarto álbum High en 2004, aunque nunca hubo confirmación oficial.

## Historia

### Primeros años
Paul Buchanan, y su amigo de la infancia Robert Bell crecieron juntos en Glasgow y ambos asistieron a la Universidad de Glasgow a fines de la década de 1970, Buchanan obtuvo una licenciatura en literatura e historia medieval, Bell en matemáticas. El padre de Buchanan había sido un músico semiprofesional y tenía instrumentos musicales en su casa, pero fue solo después de graduarse que Buchanan comenzó a pensar seriamente en una carrera musical. 
Aunque Buchanan había crecido en el mismo barrio que Paul Joseph "PJ" Moore, solo se conocieron bien en la universidad, donde Moore estudiaba electrónica, y los tres amigos se convirtieron en parte de una banda, primero conocida como McIntyre, y luego Night by Night. La banda luchó por mantener una formación fija y, en 1981, Buchanan, Bell y Moore eran los únicos miembros que quedaban. Decidieron no contratar a nadie más, cambiaron una guitarra por un pedal de efectos y tomaron prestada una vieja caja de ritmos que solo tocaba ritmos de música hispanoamericana. Buchanan recordó luego: "Fuimos y actuamos, porque necesitábamos el dinero, hacíamos conciertos en los que hacíamos versiones de versiones con el casete de ritmos latinoamericanos. Y éramos terribles. Pero elegimos canciones que fueran tan duraderas y conocidas que la gente las reconociera. No importa lo mal que los hayamos destrozado." 
Rebautizándose como The Blue Nile (por el título del libro de Alan Moorehead de 1962 ), el grupo logró recaudar suficiente dinero para grabar y lanzar su primer sencillo, "I Love This Life".  Se produjo en número limitado, pero uno llegó a RSO Records a través de su amigo e ingeniero Calum Malcolm. Malcolm había sido miembro de la banda punk de Edimburgo de corta duración The Headboys, que había lanzado sus discos en el sello RSO, y todavía tenía contactos con la compañía. RSO autorizó el sencillo para su distribución, pero casi tan pronto como se lanzó el disco, RSO quebró y fue absorbido por la compañía discográfica PolyGram, y con ello, el sencillo desapareció.

### A Walk Across the Rooftops(1982-1984)
Sin desanimarse por este contratiempo, continuaron dando conciertos en Glasgow y comenzaron a escribir sus propias canciones junto con las versiones cover que estaban tocando. Sin baterista y con una habilidad musical limitada, particularmente en la forma de tocar la guitarra de Buchanan (más tarde admitió que "podíamos tocar un poco, pero yo era el peor por mucho" ), el recién formado grupo adoptó un enfoque electrónico principalmente pragmático. La banda también aprovechó al máximo su imaginación e ingenio mecánico. Buchanan recordó: "PJ le había comprado una bandeja a un mesero. Estaba hecho de zinc y hacía un buen ruido cuando lo golpeabas. Lo probamos y PJ hizo un pad para activarlo por £3. Todo era muy primitivo en ese entonces: tenías que golpearlo unos dos segundos antes de que quisieras que el sonido apareciera en la canción".
La historia más contada[cita requerida] sobre The Blue Nile es que en 1983 un fabricante local de hi-fi, Linn Products, se acercó a ellos y les pidió que produjeran una canción que mostrara el equipo de Linn de la mejor manera posible. Linn estaba tan complacido con el disco resultante que le ofreció a la banda un contrato para hacer un álbum completo y creó su propio sello discográfico específicamente para lanzarlo.
En entrevistas, tanto Buchanan como Moore han negado categóricamente que Linn se acercó a ellos para hacer solamente un disco, o que la compañía discográfica influyó en el sonido del álbum de alguna manera, y Moore dijo: "Era un mito que éramos un 'banda de alta fidelidad firmada con una empresa de alta fidelidad'. Simplemente tuvimos suerte de haber encontrado nuestro camino hacia un excelente ingeniero que conocía la empresa". El ingeniero en cuestión era Calum Malcolm, con quien la banda ya había grabado algunos demos en su estudio Castlesound cerca de Edimburgo. Dado que Malcolm era amigo del fundador de Linn, Ivor Tiefenbrun, y tenía vínculos con la empresa, su estudio estaba equipado con equipos de Linn. Cuando los representantes de Linn los visitaron y pidieron escuchar algo de música para probar sus nuevos altavoces, Malcolm les puso la demostración de "Tinseltown in the Rain". Impresionado, Linn le ofreció a la banda un contrato con el sello discográfico que estaba en proceso de establecer. A pesar de que el grupo tardó nueve meses en responder a la oferta de Linn, el contrato finalmente se firmó y su primer álbum, A Walk Across the Rooftops, fue lanzado como el primer álbum de Linn Records en mayo de 1984.
En su lanzamiento, A Walk Across the Rooftops obtuvo elogios generalizados de los críticos musicales por su mezcla de sonidos electrónicos detallados y la conmovedora voz de Buchanan, que luego se describió como una "fusión de tecnología fría y un tono de soul romántico y confesional". En 1984, la banda obtuvo una mayor exposición en Europa, con los videos de sus dos sencillos, "Stay" y "Tinseltown in the Rain", a menudo mostrados en el canal de videos Music Box. El perfil de la banda comenzó a crecer, aunque su existencia siguió siendo precaria. Buchanan comentó: "Siempre me ha parecido extraño que la gente se pierda el aspecto 'punk' de A Walk Across the Rooftops".
El álbum vendió más de 80.000 copias, y recibió más elogios tras ser publicado de nuevo en 2012.

### Hats(1985-1990)
Queriendo capitalizar la recepción crítica positiva dada a A Walk Across the Rooftops, Linn envió a la banda de regreso a los estudios Castlesound a principios de 1985 para producir un nuevo disco rápidamente. Sin embargo, como admitió la banda más tarde, no había material nuevo listo para grabar y no estaban conformes con las canciones que estaban produciendo bajo presión en el estudio. La falta de progreso generó estrés y discusiones entre los miembros de la banda, y las cosas no mejoraron cuando Virgin Records, a quien Linn había licenciado los discos de la banda, inició procedimientos legales contra el grupo y el sello por no producir el nuevo material estipulado en el contrato, según el acuerdo de licencia. Después de dos años sin casi nada que mostrar, la banda se vio obligada a dejar el estudio para dar paso a otra y tuvo que regresar a Glasgow. Lejos de las presiones del estudio, el grupo superó el bloqueo del escritor y, finalmente, al regresar a Castlesound en 1988, pudo completar rápidamente un nuevo álbum.
Hats se lanzó en octubre de 1989 con excelentes críticas, incluida una rara calificación de cinco estrellas de la revista Q. La revista Mojo, le dio la misma calificación. Con un sonido más cálido y suave que el primer álbum, y explorando los altibajos del amor, Hats alcanzó el puesto número 12 en la lista de álbumes del Reino Unido. También fue el récord de avance del grupo en los EE. UU., donde alcanzó el puesto 108 en las listas de álbumes Billboard 200 de EE. UU. en mayo de 1990. Los tres sencillos lanzados en el Reino Unido, "The Downtown Lights", "Headlights on the Parade" y "Saturday Night" llegaron al top 75 en la UK Singles Chart.
Este álbum fue el más exitoso de la banda, consistiendo en nuevas melodías de distintos géneros: Sophisti-pop, New Wave, Blue-eyed Soul, Art Pop, y electropop. El sencillo "The Downtown Lights" fue promocionado mediante un video musical a través del canal MTV. 
La primera presentación pública en vivo de The Blue Nile después de hacer A Walk Across the Rooftops fue en diciembre de 1989 en el programa de televisión Halfway to Paradise, un programa de revista de arte con sede en Escocia transmitido por Channel 4. La banda también compuso e interpretó el tema principal del programa, que luego se lanzó como cara B individual. La banda tocó dos canciones con el cantante estadounidense Rickie Lee Jones (que recientemente se había hecho amigo de la banda y se había convertido en uno de sus mayores seguidores), interpretando su propia "Flying Cowboys" y "Easter Parade" de The Blue Nile. La versión a dúo de "Easter Parade" se utilizó como cara B del sencillo de 1990 de Jones, "Don't Let the Sun Catch You Crying", y el sencillo de 12" de " Headlights on the Parade ". Durante 1990, The Blue Nile apoyó a Jones en su gira por Estados Unidos (cuya experiencia fue filmada por BBC Escocia para un documental titulado Flags and Fences), seguida de una gira por el Reino Unido que culminó con dos conciertos de bienvenida en septiembre de 1990 en el Glasgow Royal Concert Hall, convirtiéndose en la primera banda no clásica en tocar en el recinto recién inaugurado.

### Peace At Last(1991-1996)
La reproducción de radio obtenida por Hats en los EE. UU., en particular el sencillo "The Downtown Lights", atrajo la atención de varios músicos estadounidenses conocidos sobre The Blue Nile. En 1991, la banda fue invitada a Los Ángeles para trabajar en canciones de Julian Lennon, Robbie Robertson y Michael McDonald. Como resultado, Buchanan se mudó a Los Ángeles y vivió allí por un tiempo, y tuvo una relación con la actriz Rosanna Arquette entre 1991 y 1993. Hablando sobre ese período de su vida, Buchanan dijo: "Realmente fue interesante. Tengo que decir que se vivió con toda seriedad. . . . Y había mucho bueno allí, lo disfruté, lo disfruté mucho. . . . Lo bueno todo el tiempo fue que constantemente querías llamar a tus amigos y decir: Adivina quién está en la tienda. ¿Adivina quién está en el supermercado? No soy inmune a todo eso. En las películas, el celuloide es mejor que la vida, ¿no? Hace que todo sea brillante. No quiero decir que sea mejor, pero es tan glamoroso, conocí a mucha gente, fue fascinante".  La banda también trabajó en el primer álbum en solitario de Annie Lennox, Diva, coescribiendo la canción "The Gift". Más tarde, Lennox hizo una versión de "The Downtown Lights" (de Hats) para su segundo álbum, Medusa, lanzado en 1995.
Habiendo sido despedidos por Linn y Virgin Records, el grupo firmó un contrato con Warner Bros. Records en 1992, aunque luego se supo que Buchanan había hecho el trato por sí mismo sin informar a sus compañeros de banda. Su explicación fue que "ninguno de los otros estaba en la ciudad en ese momento". La banda decidió que quería encontrar un lugar privado para grabar su nuevo álbum con su estudio portátil y comenzó a viajar por Europa en busca de lugares adecuados. Después de pasar dos años buscando y descartando ciudades como Venecia, Ámsterdam y Copenhague, el disco finalmente se grabó poco a poco en tres locaciones en París, Dublín y Los Ángeles.
En junio de 1996, siete años después de Hats, The Blue Nile lanzó un tercer álbum, titulado Peace at Last. Mostró una marcada diferencia en el estilo de los dos primeros álbumes, con el trabajo de guitarra acústica de Buchanan más a la vanguardia. Buchanan recordó que había comprado la guitarra en una tienda de música de Nueva York y, por coincidencia, Robert Bell había visto la guitarra ese mismo día y llamó a Buchanan para contárselo. Un coro de gospel hizo una breve aparición en el primer sencillo, "Happiness". A pesar del lanzamiento de Peace at Last en un sello importante, la reacción de la crítica al álbum fue más mixta que a los discos anteriores de la banda, recibió una calificación de 5/5 por la revista Q, y buenos puntajes de The Irish times y The Guardian. En general, las ventas fueron buenas, ingresando en la lista de álbumes del Reino Unido en el puesto 13.
Sin acreditar, el sencillo "Tomorrow Morning" fue utilizado en la serie Party of Five, durante el episodio 12 de la cuarta temporada.

### High(1997-2004)
En 1997, Blue Nile nombró a un manager de tiempo completo por primera vez, el experimentado Ed Bicknell, ex gerente de Dire Straits, quien sacó al grupo del acuerdo con Warner Bros. Sin embargo, tras algunos desacuerdos, Bicknell se separó de la banda en 2004 y luego dijo que "en términos del mundo discográfico moderno, la historia de The Blue Nile fue la más jodida que jamás había encontrado". Después de las fechas de la gira en 1996 y 1997, que culminó con una aparición en el Festival de Glastonbury en junio de 1997, The Blue Nile desapareció de la vista del público durante los siguientes siete años, además de una aparición en un concierto tributo de 2001 en el Teatro Olympia de Dublín para la presentadora de música irlandesa Uaneen Fitzsimons, tras su muerte en un accidente automovilístico. Una versión remezclada del sencillo "Tinseltown in the Rain" se utilizó como tema principal de la serie de televisión de BBC Escocia Tinsel Town, transmitida en 2000 y 2001.
Después del período más largo entre álbumes, The Blue Nile lanzó High en agosto de 2004. Parte de la larga demora en hacer el disco se debió a que Buchanan contrajo una forma de síndrome de fatiga crónica que afectó su salud durante dos años, pero como explicó en el lanzamiento del álbum, se debió principalmente a que el perfeccionismo de la banda se afianzó una vez más., "Grabamos un disco y medio y nos dimos cuenta de que no estábamos enamorados de él. La gran mayoría simplemente la tiramos; simplemente lo pusimos a un lado y no lo tocamos más". El álbum alcanzó el número 10 en la lista de álbumes del Reino Unido, la posición más alta hasta la fecha para la banda. Aunque la guitarra acústica todavía está presente en algunas pistas, el sonido musical general recuerda más a Hats.

### Actividad posterior (2005-presente)
Durante la grabación de High se hizo evidente que habían resurgido viejas tensiones entre los miembros de la banda. Los comentarios de Buchanan en una entrevista de 2012 parecían indicar que el álbum se terminó por un sentido del deber y la lealtad más que por la voluntad de hacerlo. "Cuando finalmente terminamos High, no creo que estuviera lleno de la misma alegría e ingenuidad que sentimos cuando empezamos. Nos reunimos el tiempo suficiente para hacerlo. Me pareció un disco estoico, hasta cierto punto un disco sobre nosotros mismos, aunque no me di cuenta de eso hasta más tarde. Fue un disco recopilado y bastante estoico del que estaba orgulloso y, en cierto sentido, simplemente nos enfocamos". 
Durante los preparativos para la gira en febrero de 2005 luego del lanzamiento del álbum, Buchanan y Bell se dieron cuenta de que Moore había dejado de contactarlos y no se presentaría a la gira.  Aunque en entrevistas de la época, Buchanan descartó las preguntas sobre la ausencia de Moore e insistió en que seguían siendo amigos, reconoció años después que, de hecho, él y Bell prácticamente no habían tenido contacto con Moore desde la grabación de High.
Buchanan y Bell realizaron una gira por Inglaterra y Escocia en mayo y junio de 2006, seguidos por Escocia e Irlanda en noviembre de 2006, anunciados como "Paul Buchanan canta las canciones de The Blue Nile", absteniéndose de llamarse simplemente The Blue Nile como muestra de respeto por ausencia de Moore. La banda estaba formada por Buchanan en voz y guitarra, Bell en bajo y teclados, Alan Cuthbertson y Brendan Smith en teclados, Stuart McCredie en guitarra y Liam Bradley en batería. El 14 de julio de 2007, Buchanan y Bell tocaron en el Bridgewater Hall de Manchester como parte del Festival Internacional de Manchester. En julio de 2008, la banda tocó en el Royal Concert Hall de Glasgow, Somerset House en Londres y el Radisson Hotel en Galway.
Aunque nunca ha habido una declaración oficial, los indicios dicen que la banda se ha separado. Parece que hubo grandes desacuerdos entre los propios miembros de la banda, y parece improbable harán otro disco juntos. Moore es enfático en que nunca volverá a unirse a la banda, diciendo en comunicaciones enviadas en 2010 al biógrafo de la banda que "encontraba más sano dejar todo eso atrás", y en una entrevista de 2013 su concisa respuesta a la pregunta de una reunión fue: "Creo que sucedieron cosas que simplemente estaban más allá de lo normal". Es una lástima, pero si el sentimiento de sentarse juntos realmente no existe, entonces continuar haciéndolo aunque quieras no tiene sentido". Por otro lado, Buchanan no ha perdido la esperanza de que los tres miembros de The Blue Nile puedan hacer más música juntos en el futuro,  diciendo: "No sé dónde están las cosas con los otros dos chicos". . . . En cierto modo, creo que sería lo correcto y apropiado, pero tendré que esperar y ver. Si los demás dicen que hagamos esto . . . Ciertamente, si me los encuentro en una esquina, mi esperanza es que podamos decir: entonces, ¿qué harás mañana?" También lamentó el distanciamiento con Moore y dijo: "Estamos inhibidos por la idea masculina escocesa en la que tienes que darle espacio al otro chico, pero amo a PJ y no pasa un mes en el que no piense en llamarlo por teléfono".
En septiembre de 2010, se publicó una biografía de The Blue Nile del periodista escocés Allan Brown, titulada Nileism: The Strange Course of the Blue Nile . Aunque Brown conocía a Buchanan desde hacía mucho tiempo, encontró a Buchanan reacio a participar, y tanto Bell como Moore rechazaron las invitaciones de Brown para entrevistas o cualquier cooperación con la redacción del libro.
En mayo de 2012, Buchanan lanzó su primer álbum en solitario, Mid Air, una colección de canciones cortas y sencillas, en su mayoría solo con la voz y el piano de Buchanan, grabadas con el hijo de Calum Malcolm, Cameron, como ingeniero del álbum y lanzadas en el propio sello Newsroom Records de Buchanan. En una entrevista de radio, Buchanan mencionó que hacia el final del proceso de grabación había llamado a Robert Bell para que lo ayudara en dos pistas ("Mid Air" y "My True Country") con las que ni él ni Cameron Malcolm estaban satisfechos. Bell también remezcló más tarde "Buy a Motor Car", que apareció en la edición de lujo del álbum lanzado en octubre de 2012. El álbum alcanzó el puesto 14 en la lista de álbumes del Reino Unido el 2 de junio de 2012, y su canción principal, "Mid Air", se usó un año después en la película de Richard Curtis, About Time.
En noviembre de 2012, Virgin Records lanzó versiones de dos CD "Collector's Edition" de los dos primeros álbumes de la banda, A Walk Across the Rooftops y Hats . Cada versión tenía el álbum original remasterizado por el ingeniero Calum Malcolm, junto con un disco adicional de material raro e inédito seleccionado por Buchanan y Bell. Una reedición similar del tercer álbum, Peace at Last, fue lanzada el 3 de marzo de 2014.
En julio de 2016, Buchanan participó en David Bowie Prom en el Royal Albert Hall, interpretando "Ashes to Ashes", "I Can't Give Everything Away" y, a dueto con Laura Mvula, "Girl Loves Me".
En 2019, los álbumes de los principales sellos discográficos de la banda se reeditaron en vinilo, con una reedición de High en el puesto 74 en las listas del Reino Unido después de ser lanzado por Confetti Records el 5 de junio de 2020 como edición de vinilo o CD doble.

## Legado
La banda ha influido en futuros músicos como Duncan Sheik, quien hizo una versión de la canción "Stay", así como a Wild Beasts. El cantante principal de 1975, Matt Healy, calificó a The Blue Nile como su "banda favorita de todos los tiempos" y declaró que Hats era su "disco favorito de los años 80". Healy describiría la canción de 2018 de The 1975 " Love It If We Made It " como el "The Blue Nile con esteroides", mientras que los críticos hicieron comparaciones entre la construcción de la canción y la de "The Downtown Lights".

## Discografía

### Álbumes
| Año  | Título | Posiciones pico en chart | Posiciones pico en chart | Posiciones pico en chart |
| Año  | Título | Reino Unido              | BEL                      | Nueva Zelanda            |
| ---- | --- | ------------------------ | ------------------------ | ------------------------ |
| 1984 | A Walk Across the Rooftops - Lanzamiento: 30 de abril de 1984 - Disquera: Linn Records - Formato: LP, casete | 80                       | —                        | 24                       |
| 1989 | Hats - Lanzamiento: 16 de octubre de 1989 - Disquera: Linn Records - Formato: LP, casete, CD                 | 12                       | —                        | —                        |
| 1996 | Peace at Last - Lanzamiento: 10 de junio de 1996 - Sello: Warner Bros. Registros - Formato: LP, casete, CD   | 13                       | —                        | 46                       |
| 2004 | High - Lanzamiento: 30 de agosto de 2004 - Disquera: Sanctuary Records - Formato: CD, descarga digital       | 10                       | 48                       | —                        |

### Singles
| Año  | Single                     | Reino Unido | Países Bajos | EE. UU. | Álbum                              |
| ---- | -------------------------- | ----------- | ------------ | ------- | ---------------------------------- |
| 1981 | "I Love This Life"         | —           | —            | —       | sencillo que no pertenece al álbum |
| 1984 | "Stay"                     | 97          | —            | —       | A Walk Across the Rooftops         |
| 1984 | "Tinseltown in the Rain"   | 87          | 28           | —       | A Walk Across the Rooftops         |
| 1989 | "The Downtown Lights"      | 67          | —            | 10      | Hats                               |
| 1990 | "Headlights on the Parade" | 72          | —            | —       | Hats                               |
| 1991 | "Saturday Night"           | 50          | —            | —       | Hats                               |
| 1996 | "Happiness"                | 88          | —            | —       | Peace at Last                      |
| 2004 | "I Would Never"            | 52          | —            | —       | High                               |
| 2004 | "She Saw the World"        | —           | —            | —       | High                               |

### Material no lanzado
Cuatro pistas inéditas de las sesiones de Rooftops y Hats se pueden encontrar en grabaciones piratas. Éstas incluyen:
- "St Catherine's Day"
- "Christmas"
- "Young Club"
- "Broadway in the Snow"

Los dos primeros de estos se incluyeron posteriormente en los lanzamientos de lujo de los dos primeros álbumes.
Una versión instrumental de "Stay Close" de High estaba disponible como descarga de MP3 desde el sitio web de la banda. La versión remezclada de "Soul Boy" que apareció en el sencillo "She Saw The World" también estaba disponible como descarga de MP3.
Se utilizó una versión remezclada de "Tinseltown in the Rain" como tema musical de la serie dramática Tinsel Town de la BBC Escocia.
Buchanan tocó una serie de pistas nuevas en sus espectáculos individuales de 2006 que muchos fanáticos consideran canciones inéditas de The Blue Nile. Estos se pueden encontrar en bootlegs en vivo e incluyen:
- "Runararound Girl"
- "Meanwhile"
- "Start Again"

### Singles en solitario de Paul Buchanan
- Mid Air (Newsroom, 2012)